# 471 a.C.
Il 471 a.C. (CDLXXI a.C. in numeri romani) è un anno  del V secolo a.C.

## Eventi
- Ostracismo di Temistocle ad Atene.
- Fondazione della colonia greca di Pixunte (Pixous).
- Roma: 
  - consoli Tito Quinzio Capitolino Barbato, al primo consolato, e Appio Claudio Sabino Inregillense.